# الیسون فریزر
الیسون فریزر (انگلیسی: Alison Fraser؛ زادهٔ ۸ ژوئیهٔ ۱۹۵۵) بازیگر و خواننده اهل ایالات متحده آمریکا است.
از فیلم‌ها یا مجموعه‌های تلویزیونی که وی در آن‌ها نقش داشته است، می‌توان به نظم و قانون: واحد قربانیان ویژه اشاره نمود.
او در بازی‌های ویدئویی مافیا ۳، جی‌تی‌ای ۴ و جی‌تی‌ای ۵ هم مشارکت داشته است.